# 勝手に!カミタマン
『勝手に!カミタマン』（かってにカミタマン）は、1985年4月7日から1986年3月30日までフジテレビ系で全51話が放送された特撮テレビ番組で、東映不思議コメディーシリーズ第5作目。

## あらすじ
スーパーヒーローにあこがれる根本伸介少年は偶然にも神様の「カミタマン」と出会う。彼の力で念願の「ザ・ネモトマン」というヒーローに変身する伸介だったが、今ひとつパッとしない本人の性格もあって毎回ご町内に大騒動が起こるのだった。

## 概要
『ペットントン』『どきんちょ!ネムリン』から続く動物・ペット路線だが、本作品では主人公の少年がヒーローに変身するという要素が加わっており、数々のヒーロー番組を制作してきた東映・石ノ森章太郎による当時としては斬新なヒーロー番組のパロディ作品となっている。
メインキャラクターのカミタマンは、前作のネムリンに引き続きマペットで表現されている。歩行ギミックやラジコンによる表情の変化などより豊かな感情表現が可能となっている。
前作の『どきんちょ!ネムリン』ではスポンサーの玩具メーカーがネムリンの人形を沢山作りたかったのに、工場が手配できず増産できなくなり、7ヶ月で終了し、この番組が誕生したが、この番組は最初から玩具が出ないという、この手のジャンルの番組としては異例の状況になった。この点について平山亨プロデューサーは「不思議だった。」と述べており、どのような経緯でそうなったかは不明である。

## 登場キャラクター
カミタマン
伸介が拾ってきたドンブリ型の土器にお湯を注いだことで出現した南の島・カミタン島出身の神様の子ども。木槌を手に持って「カモン・カカモン・カカモカ・カミタ！」と呪文を唱えると神通力を使えるほか、頭部のモヒカン毛は「カミタンブーメラン」として飛ばすことができる。

### 根本家
根本 伸介 / ザ・ネモトマン
カミタマンを拾うことで居座られた小学生。ネモトマンに変身させられるが、コスチュームが変わり、飛行能力とハイテンションになること以外は特に超人能力はないため、弱い。変身した時の決めセリフは「神に代わって悪を斬る、正義のスーパーヒーロー、爆発！ザ・ネモトマン！」。第15話では多くの焼き魚を食べたことで「カルシウム入りネモトマン」に強化した。
根本 マリ
伸介の妹。
根本 太郎
伸介・マリ兄妹のパパ。
根本 裕子
伸介・マリ兄妹のママ。

### その他
横山
「必殺遊び人」の異名を持つ伸介の悪友の眼鏡少年。マリに恋しているが、彼女のお尻を触ったり、しつこく付きまとうなど変態的行動が見られる。
とらばる聖子
職を転々とするフリーターの女性。カミタマンを狸と誤認してそう呼ぶ。
妖怪タタリ
緑の全身タイツに褌を締めたカミタマンの敵ともいえる変な怪人。
ネクラ怪獣モスガ
カミタマンの悪友。カミタマンの大ファンを自認する。
佃煮博士
モスガを佃煮にして販売しようとする貧乏科学者。借金取りの聖子に追い回されたこともある。最終的には町の何でも屋になった。

## キャスト
- 根本太郎 - 石井愃一
- 根本裕子 - 大橋恵里子
- 根本伸介 / ザ・ネモトマン - 岩瀬威司
- 根本マリ - 林美穂
- 横山 - 末松芳隆[8]
- とらばる聖子 - 小出綾女[9]
- 妖怪タタリ - 花房徹
- 佃煮博士 - 及川ヒロオ

### 声の出演
- カミタマン - 田中真弓
- ネクラ怪獣モスガ - 矢尾一樹

### スーツアクター
- ネクラ怪獣モスガ - 高木政人[10]

## スタッフ
チーフ助監督を務めていた近藤杉雄は、本作品で監督に昇格した。
- 企画 - 前田和也（フジテレビ）、木村京太郎（読売広告社）、平山亨（東映）
- 原作 - 石森章太郎
- 連載 - テレビマガジン、テレビランド、たのしい幼稚園、おともだち
- 脚本 - 寺田憲史、浦沢義雄、佐伯孚治、加藤盟
- 音楽 - 本間勇輔
- プロデューサー - 遠藤龍之介（フジテレビ）、植田泰治・西村政行（東映）
- 撮影 - 大村日出男、大町進、池田健策、黒須健雄、米原良次、利根川曻、林迪雄、村上俊郎、大沢信吾
- 照明 - 上原福松、大須賀国男
- 美術 - 北郷久典、木村光之
- 助監督 - 大井利夫、近藤杉雄、辻野正人
- 録音 - 上出栄二郎、西田忠昭
- 編集 - 水間正勝、中野博
- 選曲 - 秋本彰
- 効果 - 原田千昭
- 記録 - 森美禮、井上かずえ、山下千鶴、佐々木禮子
- 装飾 - 装美社
- 衣裳 - 東京衣裳
- 美粧 - 佐藤泰子
- 装置 - 石塚仙三
- 人形操作 - スタジオ・ノーバ（田谷真理子、杉田智子、日向恵子、中村伸子）
- プロデューサー補 - 北崎広実（東映）
- 資料担当 - 青柳誠（石森プロ）
- 造型協力 - レインボー造型企画
- 現像 - 東映化学
- 協力 - ホームタウン、株式会社キムラタン、リステル浜名湖（ED収録）
- 進行 - 藤沢克則、井口喜一、富田幸弘
- 製作デスク - 田辺史子
- 製作担当 - 鈴木勝政、大櫛敬介
- 監督 - 田中秀夫、佐伯孚治、大井利夫、坂本太郎、冨田義治、近藤杉雄
- 制作 - フジテレビ、東映、読売広告社（ノンクレジット）

## 主題歌
OP
「カッテにカミタマン」
作詞 - 冬杜花代子 / 作曲 - 本間勇輔 / 編曲 - 田中公平 / 歌 - 田中真弓
ED
「スーパーヒーローになりたいな」
作詞 - 冬杜花代子 / 作曲 - 本間勇輔 / 編曲 - 田中公平 / 歌 - ザ・スーパーヒーローバンド

## 挿入歌
- 「想い出の渚」/ザ・ワイルドワンズ （1話）
- 「チャコの海岸物語」/サザンオールスターズ （5話）
- 「貴様と俺」/布施明 （23話）
- 「いっそセレナーデ」/井上陽水 （28話）

## 放送日程
| 放送日         | 話数 | サブタイトル               | ゲストキャラクター | 脚本            | 監督     |
| -------------- | ---- | -------------------------- | --- | --------------- | -------- |
| 1985年04月07日 | 1    | ギョ!お湯から神様          | - 番長（深見博） - クミコ（林佳子） - 番長の子分A（池田進） - 番長の子分B（親松洋海） | 寺田憲史        | 田中秀夫 |
| 04月14日       | 2    | 突然!トロピカル神社        | - 老人（里木佐甫良） - 老婆（大川万裕子） | 浦沢義雄        | 田中秀夫 |
| 04月21日       | 3    | ザ・対決 とらばる聖子      | | 寺田憲史        | 佐伯孚治 |
| 04月28日       | 4    | 突然!タタリの怪人 タタリ君 | | 浦沢義雄        | 佐伯孚治 |
| 05月05日       | 5    | 夢のカミタン島ツアー       | | 寺田憲史        | 大井利夫 |
| 05月12日       | 6    | 必殺!スカートめくり        | | 浦沢義雄        | 大井利夫 |
| 05月19日       | 7    | ドキッ!パパの大変身        | | 浦沢義雄        | 坂本太郎 |
| 05月26日       | 8    | 激愛!タタリの青春          | | 浦沢義雄        | 坂本太郎 |
| 06月02日       | 9    | 三流神さま山田くん登場     | | 浦沢義雄        | 佐伯孚治 |
| 06月09日       | 10   | 涙の横山 純愛物語          | | 浦沢義雄        | 佐伯孚治 |
| 06月16日       | 11   | 戦え!思いブラザーズ        | | 浦沢義雄        | 大井利夫 |
| 06月23日       | 12   | ノロイ君都会へ             | | 浦沢義雄        | 大井利夫 |
| 06月30日       | 13   | 爆発ゲートボール軍団       | | 浦沢義雄        | 佐伯孚治 |
| 07月07日       | 14   | 親孝行の三大原則           | | 浦沢義雄        | 佐伯孚治 |
| 07月14日       | 15   | 怒りの冷しハンバーグ       | | 浦沢義雄        | 佐伯孚治 |
| 07月21日       | 16   | お化けより愛をこめて       | | 浦沢義雄        | 大井利夫 |
| 07月28日       | 17   | 爆笑!海賊おじさん          | | 浦沢義雄        | 佐伯孚治 |
| 08月04日       | 18   | みんなの迷惑 夏バテ君      | | 浦沢義雄        | 冨田義治 |
| 08月11日       | 19   | 長寿庵の中華三兄弟         | - 冷やし中華の声（京田尚子） - うどんの声（門谷美佐） - ざるそばの声（依田英助） - モヤシそばの声（大山豊） - 日本そばの声（山崎猛） - おまわりさん（山口晃） - やきそば屋（小池孔一） - ラーメン屋店員（渡辺るみ） - スケ番（高山淳子） | 浦沢義雄        | 冨田義治 |
| 08月18日       | 20   | 末は博士かダメパパか       | | 浦沢義雄        | 冨田義治 |
| 08月25日       | 21   | ネクラ怪獣モスガ登場       | | 浦沢義雄        | 冨田義治 |
| 09月01日       | 22   | 佃煮博士のモスガ退治       | | 浦沢義雄        | 大井利夫 |
| 09月08日       | 23   | 届け!モスガの愛の歌        | | 浦沢義雄        | 大井利夫 |
| 09月15日       | 24   | かぐや姫の燃える初恋       | | 浦沢義雄        | 坂本太郎 |
| 09月22日       | 25   | 扇風機はひとりぼっち       | | 浦沢義雄        | 坂本太郎 |
| 09月29日       | 26   | 佃煮博士の秘密指令         | | 浦沢義雄        | 佐伯孚治 |
| 10月06日       | 27   | はばたけ!演歌の星          | | 寺田憲史        | 佐伯孚治 |
| 10月13日       | 28   | ネモトマン 涙の兄妹愛      | | 浦沢義雄        | 大井利夫 |
| 10月20日       | 29   | タタリの宇宙大戦争         | | 浦沢義雄        | 大井利夫 |
| 10月27日       | 30   | タクアンの西海岸物語       | | 浦沢義雄        | 大井利夫 |
| 11月03日       | 31   | ほえろ恐怖の佃煮爆弾       | | 浦沢義雄        | 坂本太郎 |
| 11月10日       | 32   | 発覚!? ネモトマンの謎      | | 浦沢義雄        | 冨田義治 |
| 11月17日       | 33   | ママのオシャレ大作戦       | | 浦沢義雄        | 冨田義治 |
| 11月24日       | 34   | 恐怖の神様ハンター         | | 浦沢義雄        | 佐伯孚治 |
| 12月01日       | 35   | 突撃じいちゃん 涙の恋      | | 佐伯孚治 加藤盟 | 佐伯孚治 |
| 12月08日       | 36   | ザンゲ!気まぐれ神様        | | 浦沢義雄        | 坂本太郎 |
| 12月15日       | 37   | 年に一度の片思い           | | 浦沢義雄        | 坂本太郎 |
| 12月22日       | 38   | 取り戻せ!パパの権力        | | 浦沢義雄        | 坂本太郎 |
| 1986年01月05日 | 39   | モスガの勉強大好き         | | 浦沢義雄        | 冨田義治 |
| 01月12日       | 40   | 横山の必殺遊び人物語       | - 洋子(内田さゆり） | 浦沢義雄        | 坂本太郎 |
| 01月19日       | 41   | 神様は太りすぎ?            | | 浦沢義雄        | 坂本太郎 |
| 01月26日       | 42   | 新兵器!同情スプレー        | | 浦沢義雄        | 佐伯孚治 |
| 02月02日       | 43   | ただいまモスガ冬眠中       | | 浦沢義雄        | 佐伯孚治 |
| 02月09日       | 44   | 伸介はできんボーイ         | | 浦沢義雄        | 近藤杉雄 |
| 02月16日       | 45   | 謎の地底大探検             | | 浦沢義雄        | 冨田義治 |
| 02月23日       | 46   | のばなし怪人ハル一番       | | 浦沢義雄        | 冨田義治 |
| 03月02日       | 47   | 恋するフランス人形         | | 浦沢義雄        | 冨田義治 |
| 03月09日       | 48   | これが噂の佃煮マン!        | | 浦沢義雄        | 佐伯孚治 |
| 03月16日       | 49   | 若様のタイムスリップ       | | 浦沢義雄        | 佐伯孚治 |
| 03月23日       | 50   | ネモトマンは伸介           | | 浦沢義雄        | 坂本太郎 |
| 03月30日       | 51   | さらば!カミタマン          | | 浦沢義雄        | 坂本太郎 |

## ネット局
- フジテレビ：日曜 9:00 - 9:30
- 北海道文化放送：日曜 9:00 - 9:30[13]
- 仙台放送：金曜 16:30 - 17:00
- 山形テレビ：日曜 9:00 - 9:30
- 秋田テレビ：木曜 17:00 - 17:30[14]
- 福島テレビ：日曜 11:00 - 11:30[15]（1987年頃に放送）
- 新潟総合テレビ：日曜 9:00 - 9:30[16]
- 長野放送：日曜 9:00 - 9:30[17]
- 富山テレビ：土曜 8:00 - 8:30（1985年10月5日より放送開始するも[18]1986年3月29日放送の第22話で打ち切り）[19]
- 石川テレビ：金曜 7:30 - 8:00[20]
- テレビ静岡：金曜 7:30 - 8:00[21]
- 東海テレビ：日曜 9:30 - 10:00（1985年9月29日まで）→ 金曜 16:30 - 17:00（1985年10月11日から）[22]
- 関西テレビ：土曜 7:30 - 8:00（1985年9月28日まで）→ 土曜 8:00 - 8:30（1985年10月5日から）[23]
- 山陰中央テレビ：土曜 7:30 - 8:00[14]
- テレビ新広島：木曜 16:00 - 16:30
- テレビ西日本：日曜 9:00 - 9:30[24]

## 視聴率
- 最高視聴率：17.8%（東映不思議コメディーシリーズ歴代8位）

ビデオリサーチ調べ、関東地区

## 映像ソフト化
2008年7月21日発売の「石ノ森章太郎 生誕70周年 DVD-BOX」に第1話が収録され、初のソフト化となった。

## 漫画
- テレビランド連載 作画：山田ゴロ

## CS放送・ネット配信
CS放送
- 東映チャンネル：2006年2月 - 8月（「石ノ森章太郎劇場」枠）

ネット配信
- 東映特撮 YouTube Official：2020年10月5日 - 2021年4月5日、2025年6月9日 -
- 東映特撮ファンクラブ